# Jeonbuk Hyundai Motors
Jeonbuk Hyundai Motors FC (Hangul: 전북 현대 모터스 FC) – klub piłkarski z Korei Południowej, z miasta Jeonju, występujący w K League 1 (1. liga).

## Historia
5-krotny zdobywca Koreański FA Cup (główny puchar narodowy) co stanowi rekord. 2-krotny zwycięzca Azjatycka Liga Mistrzów. 9-krotny mistrz Korei Południowej. Ponadto w tym samym roku zajęli 5. miejsce w turnieju Klubowych Mistrzostw Świata.

## Sukcesy

### Krajowe
- K League 1
  - mistrzostwo (9): 2009, 2011, 2014, 2015, 2017, 2018, 2019, 2020, 2021
  - wicemistrzostwo (2): 2012, 2016
- Puchar Korei Południowej
  - zwycięstwo (5): 2000, 2003, 2005, 2020, 2022
  - finał (2): 1999, 2013
- Puchar Ligi
  - finał (2): 2010
- Superpuchar Korei Południowej
  - zwycięstwo (1): 2004
  - finał (2): 2001, 2006

### Międzynarodowe
- Liga Mistrzów
  - zwycięstwo (2): 2006, 2016
  - finał (1): 2011
- Puchar Zdobywców Pucharów
  - finał (1): 2002

## Stadion
Domowe mecze klub rozgrywa na stadionie Jeonju Castle, który może pomieścić 42477 widzów.

## Piłkarze

### Obecny skład
Stan na 22 stycznia 2020
| Nr | Poz. | Piłkarz                 |
| -- | ---- | ----------------------- |
| 1  | BR   | Lee Bum-young           |
| 2  | OB   | Lee Yong                |
| 4  | PO   | Shin Hyung-min          |
| 6  | OB   | Choi Bo-kyung           |
| 7  | NA   | Han Kyo-won             |
| 8  | PO   | Jeong Hyuk              |
| 10 | NA   | Ricardo Lopes Pereira   |
| 14 | PO   | Lee Seung-gi            |
| 18 | NA   | Na Seong-eun            |
| 20 | NA   | Lee Dong-gook (kapitan) |
| 22 | OB   | Kim Jin-su              |
| 24 | OB   | Kim Jae-seok            |
| 25 | OB   | Choi Chul-soon          |
| 28 | PO   | Son Jun-ho              |
| 29 | NA   | Lee Seong-yoon          |
| 30 | OB   | Lee Eun-sik             |
| 31 | BR   | Song Bum-keun           |

| Nr | Poz. | Piłkarz                              |
| -- | ---- | ------------------------------------ |
| 41 | BR   | Lee Jae-hyeong                       |
| 42 | PO   | Han Seung-gyu                        |
| 51 | BR   | Kim Jung-hun                         |
| 88 | BR   | Hong Jeong-nam                       |
| 92 | OB   | Kim Min-hyeok                        |
| 98 | PO   | Yu Seung-min                         |
|    | OB   | Hong Jeong-ho                        |
|    | PO   | Kim Bo-kyung                         |
|    | NA   | Lars Veldwijk                        |
|    | OB   | Oh Ban-suk                           |
|    | OB   | Koo Ja-ryong                         |
|    | PO   | Takahiro Kunimoto                    |
|    | PO   | Jang Yun-ho                          |
|    | OB   | Yun Ji-hyeok                         |
|    | OB   | Choi Hee-won                         |
|    | PO   | Lee Soo-bin (wyp. z Pohang Steelers) |
|    | PO   | Lee Si-heon                          |

### Piłkarze na wypożyczeniu
Stan na 22 stycznia 2020
| Nr | Poz. | Piłkarz                                      |
| -- | ---- | -------------------------------------------- |
|    | BR   | Hwang Byeong-keun (wyp. do Sangju Sangmu FC) |
|    | PO   | Choi Yeon-jun (wyp. do Pohang Steelers)      |
|    | NA   | Moon Seon-min (wyp. do Sangju Sangmu FC)     |

| Nr | Poz. | Piłkarz                                |
| -- | ---- | -------------------------------------- |
|    | NA   | Kim Seung-dae (wyp. do Gangwon FC)     |
|    | NA   | Lee Keun-ho (wyp. do Sangju Sangmu FC) |